# Batman y Robin (banda sonora)
Batman y Robin es la Banda Sonora de la película Batman y Robin de 1997, publicada ese mismo año y el cual tuvo la participación de artistas como los Smashing Pumpkins, Goo Goo Dolls y R.E.M. entre otros, y el cual a diferencia de la película contó con buen apoyo del público. Cabe destacar que en la versión para Latinoamérica se excluyó la canción Breed de Lauren Christy y en su lugar se incluyó Alarmala de Tos de Café Tacvba.

## Listado de canciones
1. The End Is the Beginning Is the End – Smashing Pumpkins
2. Look into My Eyes – Bone Thugs-n-Harmony
3. Gotham City – R. Kelly
4. House in Fire - Arkarna
5. Revolution – R.E.M.
6. Foolish Games – Jewel
7. Lazy Eye – Goo Goo Dolls
8. Big Station - los Piratas
9. The Bug – Soul Coughing
10. Fun for Me – Moloko
11. Poison Ivy – Meshell Ndegeocello
12. True to Myself – Eric Benét
13. A Batman Overture – Elliot Goldenthal
14. Moaner – Underworld
15. The Beginning Is the End Is the Beginning – Smashing Pumpkins

- Datos: Q3281396